# LuthorCorp
LuthorCorp —también conocido como LexCorp; LexCo; o L-Corp— es un conglomerado internacional de empresas ficticias que aparece en los cómics estadounidenses publicados por la editorial DC Comics, propiedad de Lex Luthor. La compañía tiene su sede en Metrópolis, dentro de la Torre Luthor.
La creación de LuthorCorp por parte de Lex Luthor es un cambio radical con respecto a las representaciones anteriores del fundador de la compañía, ya que el personaje pasa de ser un señor de la guerra y un dictador en potencia a un magnate de negocios enloquecido por el poder. LuthorCorp se fundó principalmente para servir como fachada de la empresa criminal de Lex Luthor y, al mismo tiempo, ser un símbolo de la victoria de Luthor sobre Superman, ya que Luthor valora derrotar a Superman por encima de las ganancias financieras (ilustrado al abandonar una victoria hueca después de saquear Fort Knox).  Luthor tiene la intención de convertir a LuthorCorp en una operación legítima después de su retiro del crimen, y en el futuro se muestra como una empresa no criminal de gran éxito, para el placer de Superman.

## Historia ficticia
LexCorp se organizó originalmente como una empresa de ingeniería aeroespacial que comenzó en las oficinas de la planta superior del edificio Daily Planet en Metrópolis, y desde entonces se ha convertido en uno de los conglomerados multinacionales más grandes y diversificados del mundo.
La compañía creció mediante la adquisición, comenzando con las aerolíneas con problemas «Inter-Continental Airlines» y «Atlantic Coast Air Systems», cambiándose de nombre a «LexAir». Cuando las ganancias crecientes se vieron amenazadas por la escasez de combustible, LexCorp compró Southwestern Petroleum y le cambió el nombre a "LexOil". Este patrón de adquisición continuó incluyendo el Daily Planet y varios negocios de Metrópolis antes de que LexCorp vendiera el rentable Daily Planet y su edificio a TransNational Enterprises, estableciendo un rascacielos de 96 pisos como su nueva sede.

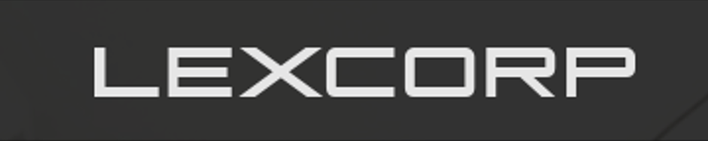
LexCorp logo.

LexCorp se convirtió rápidamente en un diverso conglomerado internacional con intereses en servicios públicos, gestión de residuos, fabricación industrial, hardware y software informático, productos químicos, comercio minorista, bioingeniería, armas, productos farmacéuticos, petróleo, comunicaciones, aerolíneas, bienes raíces, hoteles, restaurantes, tecnología, medios de comunicación, servicios financieros, robótica, seguridad, transporte, satélites, casas de bolsa, negocios de efectivo y alimentos. En el plazo de la Alianza Invasión se estimó que LexCorp empleó directa o indirectamente a casi dos tercios de la población de Metropolis de 11 millones de personas, dominando el comercio en gran parte del mundo. Entre esas muchas subsidiarias se encuentran empresas tan diversas como Advanced Research Laboratories, Secur-Corp Armored Car Service, North American Robotics, Hell's Gate Disposal Services y Good Foods Group, propietarios de Ralli's Family Restaurants y Koul-Brau Breweries. Las principales compañías subsidiarias de LexCorp incluyen LexComp, LexChemical, LexEl Investments, LexMart, LexComm, FedLex, LexOil, LexAir y TelLex.
Cuando el CEO Lex Luthor fue elegido Presidente de los Estados Unidos, Talia al Ghul asumió el control de la compañía, quien donó una gran parte de sus ganancias a la Fundación Wayne durante las ausencias de Superman y Batman durante un año. Después de su destitución como presidente, la despidió y volvió a ocupar su lugar, aunque ella mantuvo en secreto una parte de las acciones.
Los competidores incluyen Empresas Wayne, Industrias Kord, Industrias Queen y STAR Labs. LexCorp proporciona patrocinio al equipo de superhéroes El Conglomerado junto con American Steel, Dante Foods, Dupree Chemical, Aeronave Ferris, STAR Labs, Ovel Oil, Pax Entertainment y Empresas Stagg.
Tras la absolución pública de los cargos penales de Luthor, Lana Lang se convirtió en la nueva CEO de LexCorp y LexCorp comenzó su declive. Lana Lang fue despedida de su puesto debido a una cláusula contractual en todas las cartas de empleo de LexCorp que prohibían ayudar a Superman de cualquier manera, después de que intentara usar una unidad de seguridad de LexCorp para ayudar a Superman en una batalla contra Atlas.
Un año después de los eventos de Crisis infinita, Lex Luthor había sido despojado de su riqueza y activos; LexCorp se disolvió y se vendió a varios competidores, especialmente a Empresas Wayne.
Lex Luthor posee en secreto la poderosa y legítima Thunder Corporation, que controla mediante una identidad falsa, manteniendo la ilusión del presidente / accionista principal «Lucius D. Tommytown» a través de artículos de revistas y actores falsos porque se creía demasiado honesto para ser cualquier cosa menos un criminal. La sede de Thunder Corporation «Zephrymore Building» se enfrenta a las operaciones criminales y al penthouse de Lex Luthor.

## LuthorCorp /LexCorp en otros medios

### Largometrajes
- LexCorp se muestra en la película animada Justice League: The New Frontier, donde se conoce como «LexCo».
- LexCorp se menciona en un trozo de texto que se desplaza en una de las páginas web de The Dark Knight en marketing viral.
- El logotipo de LexCorp se puede ver al comienzo de la función de DVD Superman / Batman: Public Enemies. También marcó en la armadura de Lex Luthor también.
- En Justice League: Doom, Vandal Savage contrató a LexCorp para hacer un dispositivo que pudiera robar información del Batcomputer.
- LexCorp aparece en el Universo extendido de DC:
  - En la película de 2013 El hombre de acero, LexCorp se muestra tanto en el horizonte de Metrópolis y Smallville como en varios camiones que aparecen a lo largo de la película.
  - LexCorp aparece en Batman v Superman: Dawn of Justice de 2016. En la película, se menciona que LexCorp fue fundada por Alexander Luthor Sr., el padre de Lex Luthor. Los senadores Finch y Barrows visitan a Lex, quien les cuenta su idea de usar el xenomineral de kryptonita recientemente adquirido como una "bala de plata" disuasiva oficial contra Superman, si el superhéroe alienígena decide volverse contra la humanidad. También guarda el cadáver del General Zod en su laboratorio y usa sus restos para acceder a la nave exploradora kryptoniana. Después de la destrucción del Capitolio de los EE. UU., Batman irrumpe en el edificio LexCorp bien protegido y logra robar la kryptonita del interior, exactamente lo que Lex quería. Tras la muerte de Superman y la exposición de Lex Luthor por parte de Lois Lane como el principal súper-criminal culpable de los numerosos crímenes atroces contra la paz y la humanidad, Lex es arrestado y depuesto como director ejecutivo de LexCorp.
  - LexCorp aparece en Blue Beetle (2023).
- LexCorp se menciona brevemente en Son of Batman cuando Bruce Wayne está discutiendo negocios corporativos.
- LexCorp aparece en las películas ambientadas en el Universo de Películas Animadas de DC:
  - En Justice League: War, se ve un petrolero con el logotipo de LexCorp durante una batalla entre Superman, Batman y Green Lantern.
  - El edificio LexCorp aparece en The Death of Superman.
- LexCorp aparece en DC Liga de Supermascotas.
- LuthorCorp aparece en el Universo DC:
  - En la película Superman (2025).

### Televisión
- LexCorp aparece en los dibujos animados de Superman de Ruby-Spears.
- LexCorp aparece en la serie de televisión Lois y Clark: Las nuevas aventuras de Superman.
- LexCorp se ha mostrado en los episodios de Superman: The Animated Series y Justice League.
- El conglomerado principal que aparece regularmente en Smallville es LuthorCorp, un conglomerado agrícola que fue fundado por Lionel Luthor. Tras el encarcelamiento de Lionel en la cuarta temporada, LuthorCorp queda bajo el control de Lex y gradualmente se convierte en una corporación con varias subsidiarias y divisiones. En el final de la serie, la torre LuthorCorp está dañada por varias explosiones que desfiguran el logotipo corporativo en el costado del edificio, con los cicatrices que deletrean «LexCorp».
- En la caricatura Krypto the Superdog, LexCorp se muestra como el hogar del lagarto mascota de Luthor, Ignatius.
- En The Batman, LexCorp se muestra en el episodio de dos partes «The Superman / Batman Story».
- LexCorp aparece en los programas de televisión establecidos en el Arrowverso:
  - El cocreador de Flash, Andrew Kreisberg, reveló que LexCorp iba a aparecer en el episodio piloto como un huevo de Pascua, pero fue cortado.[12]
  - En la temporada 2 de Supergirl, LexCorp aparece bajo el nombre «Luthor Corp». La hermana de Lex Luthor, Lena, se hace cargo de la compañía después del encarcelamiento de Lex y le cambia el nombre a «L-Corp» para alejar a la compañía de la reputación de su hermano.[13][14] L-Corp también aparece en la tercera y cuarta temporada.
  - En la temporada 5 de Supergirl, los eventos de Crisis on Infinite Earths afectan drásticamente la historia y la posición actual de la compañía. En la nueva realidad, Lex nunca fue arrestado y la compañía nunca se convirtió en L-Corp, conservando el nombre de Luthor Corp.
  - En la temporada 6 de Supergirl Lex Luthor accidentalmente se encarcela a sí mismo en la Zona Fantasma y Lena Luthor renombra a LuthorCorp como Fundación Lena Luthor.
- En el tercer episodio de Powerless, el equipo de Seguridad Wayne pierde su contrato con Químicos Ace debido a la incompetencia de su propio CEO. El CEO de Químicos Ace decide ir con LexCorp en su lugar.
- LexCorp aparece en el episodio de Harley Quinn, «Bachelorette». Eris tenía planes de vender Themyscira a Lex Luthor y LexCorp. Este plan fue frustrado por Harley Quinn y Hiedra Venenosa.
- LexCorp aparece en la serie de televisión de 2019, DC Super Hero Girls, en el episodio «SweetJustice», donde Lex presenta los mejores avances tecnológicos de su compañía para mejorar el mundo, hasta que su hermana menor Lena hackea el sistema de sus inventos, usa los robots y el traje de batalla de Lex para destruir los lugares divertidos de Metrópolis, pero luego las Super Hero Girls la derrotan, la compañía repara todos los daños causados por Lena. La compañía aparece en el episodio "#AllyCat", donde Catwoman y las Super Hero Girls (excepto Batgirl) se infiltran para recuperar el Libro de la Eternidad, que le da a su poseedor la capacidad de ver y controlar el futuro, e insiste en que también es peligroso para cualquier mortal en poseerlo.
- LexCorp aparece en Mis aventuras con Superman. Esta versión de la empresa fue fundada por Lex Luthor con la ayuda de la Task Force X y luego incluye a Slade Wilson.
- LuthorCorp aparece en la serie Superman & Lois (2021-2024).

### Videojuegos
- En Mortal Kombat vs. DC Universe, el fondo de LexCorp se ve cuando los jugadores luchan en Metrópolis.
- LexCorp aparece en DC Universe Online. LexCorp Tower está ubicado en el centro de Metropolis. Los soldados de LexCorp consisten en Lexcorp Shock Troopers, Lexcorp Heavy Troopers, Lexcorp Security Guards, Lexcorp Enforcers y Lexcorp Gladiators.
- LexCorp aparece en Lego Batman 2: DC Super Heroes. En esta adaptación, LexCorp se presenta como el área principal para el nivel de Investigación y Desarrollo. Además, los robots llamados LexBots son enemigos frecuentes en el juego, así como personajes jugables. «LexCorp Security» y «LexCorp Heavy» también son dos personajes jugables menores en las versiones de mano del juego.
- Se hace referencia a LexCorp en Batman: Arkham Origins. En la oficina del El Pingüino, hay una lista de compañías que incluyen LexCorp. Dos de las subsidiarias de LexCorp, Big Belly Burger y Koul-Brau Breweries, aparecen en el juego.
- En Batman: Arkham Knight, se ven numerosos edificios y carteles con LexCorp en ellos.
- En Lego Dimensions, LexCorp se ve temporalmente en el juego cuando Lord Sauron recupera la piedra angular de localización y la usa para plantar su guarida en la parte superior del edificio.